# 브리튼 철도

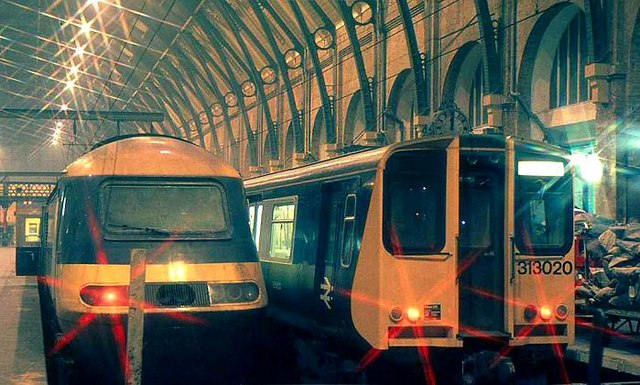

브리튼 철도(British Rail)는 한 때 영국에 있던 국유 철도이다. 그레이트 브리튼 섬 거의 대부분의 지역을 커버하는 철도 네트워크를 보유하고 열차 운행을 하고 있었다.